# Tortoise
A Tortoise amerikai post-rock együttes. A zenekar 1990-ben alakult Chicagóban. Zenéjükben számtalan stílust vegyítenek, például krautrock, dzsessz, dub, elektronikus zene. Második nagylemezük szerepel az 1001 lemez, amit hallanod kell, mielőtt meghalsz című könyvben. A Grand Theft Auto: Chinatown Wars című játékban egy egész rádióállomást szenteltek az együttes dalainak.

## Diszkográfia
- Tortoise (1994)
- Millions Now Living Will Never Die (1996)
- TNT (1998)
- Standards (2001)
- It's All Around You (2004)
- Beacons of Ancestorship (2009)
- The Catastrophist (2016)